# قوائم السدم
تحتوي المقالات التالية على قوائم السدم:
- قائمة السدم المنتشرة
- قائمة السدم الإشعاعية
- قائمة السدم الإنعكاسية
- قائمة السدم الكوكبية
- قائمة السدم الكوكبية الأولية
- قائمة السدم المظلمة
- قائمة بقايا المستعرات العظيمة